# Comité Privado
.
El Comité de Privados (del ruso: Негласный комитет)
(No confundir con el Consejo Permanente, Непременный совет, - también constituido por Alejandro I - que estuvo funcionando desde el 5 de abril de 1801 hasta la constitución del Consejo de Estado del Imperio ruso en 1810.)
El Comité de Privados estuvo funcionando desde junio de 1801 hasta finales de 1803. Comprendía a los socios más cercanos del zar (los llamados "jóvenes amigos"), el Conde Pável Stróganov, el príncipe Adam Jerzy Czartoryski, los condes Víktor Kochubéi y Nikolái Novosíltsev. Mijaíl Speranski tomó parte activa en las reuniones del Comité, aunque no era un miembro formal.
El Comité de Privados era un lugar de debate para muchas materias del gobierno, como la reforma del Senado Gobernante, el establecimiento de ministerios en 1802, y otros. El Comité prestó atención a los asuntos del campesinado, preparó una serie de edictos enfocados a éste, como el decreto que permitía a los mercaderes y pequeños burgueses (en ruso: мещане, meschane) la adquisición de tierras (1801), o el decreto sobre los aradores libres  (ruso: вольные хлебопашцы, vólnyie jlebopashtsy) (1803), y otros. 